# مفدال
الحزب الديني القومي (بالعبرية: מִפְלָגָה דָּתִית לְאֻומִּית) ويعرف اختصارًا (مفدال) (بالعبرية: מפד"ל) هو حزب سياسي إسرائيلي، قومي ديني يهودي يميني متطرف. تكون من اندماج حزبين هما "همزراحي" و"هبوعل همزراحي"، وذلك في صيف عام 1956م  بزعامة حاييم-موشيه شابيرا، الذي أسس "منظمة هاشومير"[بحاجة لمصدر].

## الاسم
الاسم «مفدال» هو عبارة عن الأحرف الأولى لثلاث كلمات عبرية (بالعبرية: מִפְלָגָה דָּתִית לְאֻומִּית)(مفلجا داتيت لئوميت/ الحزب الديني القومي). أي أن المفدال هو اختصار باللغة العبرية الحزب الديني القومي.

## التاريخ السياسي

### انتخابات
فاز حزب «مفدال» في أول كنيست بـ 11 مقعداً وأحرز في انتخابات عام 1992 ستة مقاعد، ونفس العدد في انتخابات 1996. ثم تراجعت أهمية «مفدال» وشعبيته بعد قيام أحزاب دينية أخرى، فكانت حصته في انتخابات عام 1999 خمسة مقاعد فقط. وفي انتخابات 2006 تراجع إلى أربعة مقاعد، ثم حصل على ثلاثة مقاعد في انتخابات الكنيست التي جرت عام 2009م التي خاضها باسم «البيت اليهودي- المفدال الجديد»، وحقق خلالها أسوأ نتيجة يحصل عليها الحزب منذ تأسيس دولة إسرائيل.

### حكومات
اتخذ الحزب خطاً سياسياً يتمثل في المشاركة في الحكم؛ باعتبار أن ذلك يمثل حماية للمصالح الدينية، ولذلك؛ فقد شارك الحزب في العديد من الحكومات الإسرائيلية على اختلاف توجهاتها السياسية.

### انشقاقات
تعرض الحزب لعدة انشقاقات؛ ففي عام 1981م انشق أهارون أبو حصيرة عن الحزب وشكل حزب تامي «تقاليد إسرائيل» الذي أسسه اعتماداً على انتمائه لليهود الشرقيين. وفي عام 1983م انشق الحاخام حاييم دوركمان مشكلاً حزب «متساد» (المعسكر الديني الصهيوني)، وفي عام 1988م انشق الراب يهودا عاميطال مشكلاً حزب «ميماد» (معسكر الوسط الديني، أو اليهودية العقلانية).

## مبادئ الحزب
المبادئ التي ينادي بها المفدال:
أولا: الإيمان التام بالحق التاريخي لليهود في فلسطين، والإيمان بأرض إسرائيل الكاملة، والاستيطان في كافة الأراضي الفلسطينية، لذلك؛ يطلقون عليه مصطلح «أبو الاستيطان».
ثانياً: بناء دولة إسرائيل وتقوية وجودها من النواحي الدينية والأمنية والثقافية والاقتصادية والاجتماعية، وتنمية حب الوطن بين أفراده، وتعميق الإخلاص والانتماء لإسرائيل وكل هذا من منطلق الالتصاق بأسس الشريعة اليهودية، والتي يجب أن تؤثر على عملية استصدار القوانين، أي أن تكون قوانين إسرائيل مبنية على الشريعة.
ثالثاً: تدريس الدين في كافة المراحل التعليمية.
رابعاً: تأييد خدمة طلاب المدارس الدينية بالجيش.
خامساً: دعم المؤسسة القضائية الحاخامية (القضاء الشرعي).
سادساً: التشدد في الحفاظ على حرمة السبت.
سابعاً: إسرائيل هي دولة الشعب اليهودي، والقدس ستبقى عاصمة أبدية لإسرائيل والشعب اليهودي، وبالتالي سوف تظل موحدة، ومن حق اليهود الصلاة في الحرم القدسي.
ثامناً: يؤيد الترانسفير «ترحيل الفلسطينيين» بشكل غير مباشر، ويرى أن فلسطينيي 48 بمثابة «خلايا سرطانية في جسم إسرائيل؛ لابد من استئصالها على الفور».
تاسعاً: العمل من أجل إلغاء اتفاقيات أوسلو، وعدم الاعتراف بالسلطة الوطنية الفلسطينية، وتأييد السلام مقابل السلام فقط، كما يرفض الحزب حق تقرير المصير للفلسطينيين إلا في حدود الحكم الذاتي على السكان وليس على الأرض.

## قيادات الحزب
- حاييم موشي شابيرا
- يوسف بورغ
- زفولون هامر
- إسحق ليفي
- إيفي إيتام
- زفولون أورليف
- أوري شراغا أورباخ
- دانيئل هرشكوفيتس.